# Wayland (villa)
Wayland es una villa situada en el condado de Steuben, estado de Nueva York, Estados Unidos. Tiene una población estimada, a mediados de 2023, de 1705 habitantes.

## Geografía
La localidad está ubicada en las coordenadas 42°33′46″N 77°35′45″O / 42.56278, -77.59583.

## Demografía
Según la estimación 2018-2022 de la Oficina del Censo, los ingresos medios de los hogares de la localidad son de $65,882 y los ingresos medios de las familias son de $85,766. Alrededor del 18.8% de la población está por debajo de la línea de pobreza.